# Sivatagi várak

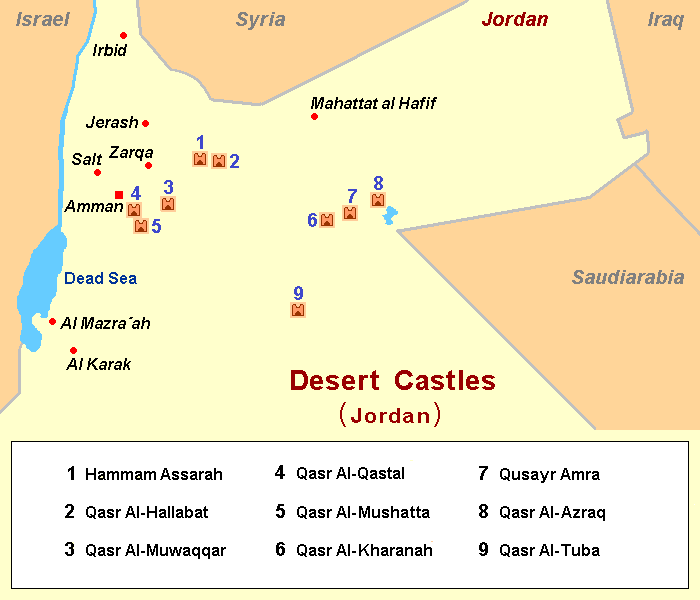
A sivatagi kastélyok elhelyezkedése

A sivatagi várak Jordánia sivatagjaiban található kisebb várak vagy erődök. A ma is álló építmények többsége a fővárostól, Ammántól keletre helyezkedik el.

## Történelem
A várak a 7. és 8. században (661 és 750 között) épültek az Omajjád dinasztia uralkodása alatt, akik Damaszkuszt tették meg 661-ben új fővárosukká. A várak többsége a hajdani kereskedelmi útvonalak mentén húzódnak, amelyek Damaszkuszt kötötték össze Medinával és Kufával.

## Használat
Jelenleg még nem egyértelműen ismert, hogy mi volt ezeknek az építményeknek a funkciója. Valószínű, hogy védelmi-, mezőgazdasági-, lakó- és kereskedelmi célokat egyaránt szolgáltak; egyes épületek még arról is tanúskodnak, hogy hajdanán fürdőként használták őket. Egyes elméletek felvetik, hogy a beduinok tanácskozásaira is ezeken a helyeken kerülhetett sor, illetve a városi életből kiábrándult nemesek is ide vonultak vissza, ha visszavágytak hajdani, nomád sivatagi életükhöz. Az épületek karavánszerájként is funkcionálhattak. A legtöbb várat hajdanán oázis vette körül, mely lehetőséget biztosított növénytermesztésre és vadászatra.
A várak a korai iszlám művészet és építészet ékes példái. A számtalan freskó és dombormű egy része jelenleg ammáni múzeumokban van kiállítva.

## Híres sivatagi várak
- Kuszr Amra
- Kaszr Harana
- Kaszr Hallabát
- Kaszr Azrak